# 七草 (イラストレーター)
七草（ななくさ、1979年2月14日 - ）は日本のイラストレーター。男性。水瓶座のA型。京都府出身、大阪在住。
柔らかみのある画風が特長。

## 作品リスト

### イラスト
- しにがみのバラッド。（ハセガワケイスケ 著、電撃文庫）
- じーちゃん・ぢぇっと!（ハセガワケイスケ著、電撃文庫）（※1巻のみ）
- 神様ゲーム（宮崎柊羽著、角川スニーカー文庫）
- みずたまぱにっく。（ハセガワケイスケ著、電撃文庫）
- この広い世界にふたりぼっち（葉村哲著、MF文庫J）
- 天穹のカムイ（ハセガワケイスケ著、電撃文庫）
- テルミー（滝川廉治著、スーパーダッシュ文庫）

### 漫画
- VS Mode（季刊GELATIN2010はる掲載）
- ENCOUNTER（季刊GELATIN2010あき掲載）

### その他
- ななくさのバラッド。（画集）
- ひとつのあいのうた。（絵本）
- はねのないおんなのこ（絵本）